# The Friendly Type
"The Friendly Type" es el tercer episodio de la miniserie de televisión estadounidense Moon Knight, basada en Marvel Comics que presenta al personaje homónimo. Sigue a Marc Spector en su regreso a Egipto para encontrar la tumba de Ammit antes que Arthur Harrow. El episodio está ambientado en el Universo Cinematográfico de Marvel (MCU), compartiendo continuidad con las películas de la franquicia. Fue escrito por Beau DeMayo, Peter Cameron & Sabir Pirzada y dirigido por Mohamed Diab.
Oscar Isaac interpreta a Marc Spector / Moon Knight y Steven Grant / Mr. Knight junto a Ethan Hawke como Arthur Harrow. May Calamawy, Khalid Abdalla, Ann Akinjirin, David Ganly, Karim El-Hakim, F. Murray Abraham y Gaspard Ulliel también protagonizan el episodio. Diab se unió a la serie en octubre de 2020 para dirigir cuatro episodios. La filmación tuvo lugar en Origo Studios en Budapest, y la filmación en locaciones se llevó a cabo en Jordania.
"The Friendly Type" se estrenó en Disney+ el 13 de abril de 2022. Los críticos elogiaron el episodio por sus escenas de acción, la historia de fondo ampliada de Layla y Spector y la secuencia del eclipse, pero sintieron que el episodio a veces tenía demasiada exposición.

## Trama
Mientras Arthur Harrow y sus seguidores descubren la ubicación de la tumba de Ammit gracias al escarabajo, en El Cairo, Marc Spector persigue y se enfrenta a un grupo de seguidores buscando pistas de su ubicación. En un momento, Steven intenta tomar el control y experimentan varios apagones inusuales que terminan cuando descubren que uno de ellos ha matado a los seguidores, algo que Marc y Steven niegan mutuamente. 
Después de que no logran obtener información, Khonshu provoca un eclipse solar para llamar a un consejo de la Enéada y sus avatares, quienes convocan a Spector a una cámara dentro de la Gran Pirámide de Giza. Khonshu y Spector intentan informar a los dioses del plan de Harrow para liberar a Ammit, pero este último niega con éxito la acusación cuando es convocado, apelando a la alma perturbada de Spector y cómo Khonshu lo manipula. El avatar de Hathor, Yatzil, le dice a Spector que busque el sarcófago de un medjay que conocía la ubicación de la tumba de Ammit, que hoy esta en el mercado negro. Más tarde se encuentra con Layla, que ha regresado a Egipto después de mucho tiempo y lo lleva a encontrarse con Anton Mogart, un coleccionista conocido de Layla que es dueño del sarcófago. Sin embargo, la reunión sale mal cuando llega Harrow y destruye el sarcófago, lo que obliga a Spector, Grant y Layla a luchar contra los hombres de Mogart y escapar al desierto. 
Grant, tomando el control, puede ensamblar un conjunto de fragmentos del sarcófago en un antiguo mapa estelar, pero el mapa tiene dos mil años de antigüedad. Khonshu usa sus poderes para hacer retroceder brevemente el cielo nocturno para parecerse al mapa, lo que permite a Grant y Layla encontrar la ubicación de la tumba de Ammit. Sin embargo, Khonshu es encarcelado por los otros dioses al desobedecer, dejando el cuerpo de Grant y Spector inconsciente e impotente. Harrow es llevado a la cámara de los dioses y observa un ushabti con Khonshu atrapado; le dice que su tormento por los años que lo sirvió lo forjo y que su pronta victoria será gracias a él.

## Producción

### Desarrollo
En agosto de 2019, Marvel Studios anunció que se estaba desarrollando una serie basada en Moon Knight para el servicio de transmisión Disney+.  Para octubre de 2020, Mohamed Diab estaba listo para dirigir cuatro episodios,  incluido el tercero. Diab es productor ejecutivo junto con Kevin Feige, Louis D'Esposito, Victoria Alonso, Brad Winderbaum y Grant Curtis de Marvel Studios, la estrella Oscar Isaac y el escritor principal Jeremy Slater.  El tercer episodio, titulado "The Friendly Type",  fue escrito por DeMayo, Cameron & Pirzada, y se estrenó en Disney+ el 13 de abril de 2022. 

### Escritura
El conocimiento de egiptología de Mr. Knight le permite resolver varios acertijos y armar el mapa estelar. El enfoque de Mr. Knight para resolver conflictos se describió como "usar su ingenio y resolver acertijos", lo que "ayuda a complementar al personaje de superhéroe de Marc, Moon Knight", que recurre a métodos más violentos. Khonshu también fue visto como un paria entre otros dioses egipcios debido a que "libraba una guerra de un solo dios contra las injusticias percibidas". Se le representa usando a Spector para cumplir con la promulgación de su "versión de la justicia divina". Diab describió las demandas de Khonshu a Spector como "algo muy brutal y muy difícil para Marc", que resulta de que Khonshu le otorgó poderes después de resucitar a Spector de su muerte, lo que tuvo un "precio muy, muy alto".  

### Casting
El episodio está protagonizado por Oscar Isaac como Marc Spector / Moon Knight y Steven Grant / Mr. Knight, May Calamawy como Layla El-Faouly, Khalid Abdalla como Selim, Ann Akinjirin como Bobbi Kennedy, David Ganly como Billy Fitzgerald, Karim El-Hakim y F Murray Abraham como el intérprete en el set y la voz de Khonshu, respectivamente, Gaspard Ulliel como Anton Mogart y Ethan Hawke como Arthur Harrow.   El episodio es una de las últimas apariciones de Ulliel después de su muerte en enero de 2022, como resultado de un incidente de esquí,  y el episodio se dedicó a su memoria. También aparecen Barbara Rosenblat como Forger, Diana Bermudez como Yatzil, el avatar de Hathor, Declan Hannigan como el avatar de Horus, Hayley Konadu como el avatar de Tefnut, Nagisa Morimoto como el avatar de Isis, Loic Mabanza como Bek, Jalil Naciri como Alfa y Mohamed El Achi como Beta.   

### Diseño
El set de la Mansion de Mogart incluía dos pirámides de vidrio inspiradas en el Louvre que se construyeron para filmar,  que incluía iluminación dorada y roja, con una arena para caballos también construida.  La secuencia de título principal de la serie fue diseñada por Perception.  Los créditos finales de cada episodio presentan una nueva fase de la luna, comenzando con una luna creciente en el primer episodio. 

### Filmación y efectos visuales
El rodaje tuvo lugar en Origo Studios en Budapest,  con Diab dirigiendo,  y Gregory Middleton como director de fotografía. La filmación en locaciones ocurrió en Wadi Rum, Jordania.  Middleton señaló que la escena con Spector luchando contra Mogart se diseñó originalmente para tener lugar en un lugar interior oscuro y convertir a Moon Knight en un hombre del saco donde "asoma, mata gente y desaparece". Middleton dijo que Diab luchó duro para conseguir los caballos porque realmente quería presentar las justas egipcias y que todo eso tuviera lugar en una gran arena hizo que fuera mejor "ver realmente lo que está pasando, y realmente ves a Moon Knight ser tan horrible como él puede ser, lo que horroriza a Steven". 
Los efectos visuales para el episodio fueron creados por Crafty Apes, Image Engine, Cinesite, WetaFX, Monsters Aliens Robots Zombies, Framestore, Soho VFX, Base FX, Method Studios y Mammal Studios. Para la escena en la que Khonshu invierte el cielo nocturno, Weta investigó los mapas estelares de la NASA y utilizó paralaje para crear el efecto.

## Marketing
A diferencia de los episodios anteriores, no había un código QR para escanear. Sin embargo, escanear uno de los códigos QR anteriores permitió a los espectadores acceder a una copia digital gratuita del cómic debut de Midnight Man, Moon Knight vol. 1 #3. Después del lanzamiento del episodio, Marvel anunció productos inspirados en el episodio como parte de su promoción semanal "Marvel Must Haves" para cada episodio de la serie, incluidos Funko Pops de Khonshu y El-Faouly, ropa, joyas y accesorios.

## Recepción

### Audiencia
Según Nielsen Media Research, que mide la cantidad de minutos vistos por el público estadounidense en los televisores, Moon Knight fue la tercera serie original más vista en los servicios de transmisión durante la semana del 11 al 17 de abril con 638 millones de minutos vistos, que fue un aumento del 5% con respecto a la semana anterior.  Según el agregador de transmisión Reelgood, que analiza las cifras de visualización en los servicios de transmisión en los Estados Unidos y el Reino Unido, Moon Knight fue la serie más vista durante la semana que finalizó el 15 de abril de 2022. Moon Knight fue la serie de transmisión más importante para los espectadores en los Estados Unidos durante la semana que finalizó el 17 de abril según TV Time de Whip Media.

### Respuesta crítica
El sitio web del agregador de reseñas Rotten Tomatoes informa un índice de aprobación del 94% con una calificación promedio de 7.70/10, según 16 reseñas. El consenso crítico del sitio dice: "La acción se traslada a El Cairo en una entrega de transición que desarrolla la mitología de Moon Knight y brinda mucho más material divertido para que Oscar Isaac juegue".
Escribiendo para Collider, Maggie Boccella le dio al episodio una "A-", diciendo que el episodio alcanzó su punto máximo después de que Khonshu creó el eclipse para atraer a los otros dioses porque el episodio estaba "abrazando lo fantástico". La reunión de los dioses le dio a Boccella las vibraciones de La momia (1999) con toda la "opulencia y misticismo y nada de orientalismo o fetichismo". Ella sintió que parte del atractivo de la serie es la desconexión casi total del resto del MCU, incluso con el misticismo, el episodio se sintió más arraigado sin otros superhéroes o el multiverso gracias a que conduce a algo antiguo. Manuel Betancourt de The AV Club le dio al episodio una "B" y estaba feliz de que después de las peleas de monstruos y las peleas nocturnas en los episodios anteriores, "The Friendly Type" presentó peleas diurnas y, como resultado, "podemos ver algunas peleas reales". -combate cuerpo a cuerpo, sin máscaras, sin CG y nada que se interponga en el camino de lo que estamos presenciando". Sintió que Spector podría estar calmando en su tiempo de pantalla anterior, pero en este episodio estaba tan perdido como la audiencia cuando estaba acostumbrado a tener el control. Betancourt notó que fue más obvio cuando Spector recuperó el control del cuerpo, pero ahora sostenía un cuchillo, mientras que Grant negó tener algo que ver con lo que acababa de suceder. Betancourt elogió la actuación de Calamawy y la calificó de fascinante en la escena del pasaporte. En general, Betancourt sintió que el episodio tenía "secuencias de acción emocionantes", pero "luchó por explicar su intrincada mitología de una manera atractiva", sintiendo que pudo haber sido demasiada exposición.
Matt Fowler de IGN le dio al episodio un 8 sobre 10 y lo calificó como "la entrada más esclarecedora y llena de acción hasta el momento". Disfrutó obteniendo más información sobre la historia de fondo de Layla y Spector y estaba feliz de que Layla tuviera más para hacer este episodio. Fowler calificó la escena del cielo de Grant y Khonshu al final del episodio como un "regalo visual sublime", y la calificó como una conclusión emocionante para el episodio que establece una situación desesperada para el esteticista debido a que Khonshu está encarcelado. Sintió que era un buen augurio para Layla, ya que el episodio demostró que podía manejarse bien en situaciones peligrosas, llamándola "cortada de la tela de Lara Croft o Indiana Jones". En general, Fowler pensó que "Moon Knight se sintió como un equipo de capa y espada esta semana, jugando las cosas rápido y divertido". Dando al episodio 3 de 5 estrellas, Kirsten Howard de Den of Geek sintió que el episodio fue una frustrante "distracción para resolver acertijos" considerando que solo hay seis episodios en total. Aunque estaban felices de que el episodio revelara más sobre Spector y Layla. Howard calificó la escena del eclipse como una de las más salvajes de todo el MCU y dijo que "el programa claramente no tiene miedo de ir a por todas en busca de su visión". Sin embargo, se sintieron frustrados al ver el episodio debido al tono desigual, pero también a cómo los dioses manejaron la confrontación con Harrow cuando usó el DID de Spector como arma. En general, Howard sintió que el episodio fue un paso atrás después de un "episodio de bastante buen ritmo y centrado en los personajes la semana pasada".

### Premios
Abraham fue nominado a Mejor interpretación de voz en off de personajes en la 74.ª edición de los premios Primetime Creative Arts Emmy.